# Nisei (The X-Files)
«Nisei» es el noveno episodio de la tercera temporada de la serie de televisión estadounidense de ciencia ficción The X-Files. Se estrenó en la cadena Fox el 24 de noviembre de 1995. Fue dirigido por David Nutter y escrito por Chris Carter, Frank Spotnitz y Howard Gordon. «Nisei» contó con apariciones especiales de Steven Williams, Raymond J. Barry y Stephen McHattie. El episodio ayudó a explorar la mitología general de la serie. «Nisei» obtuvo una calificación Nielsen de 9,8, siendo visto por 16,36 millones de personas en su transmisión inicial. El episodio recibió opiniones en gran medida positivas de los críticos.
El programa se centra en los agentes especiales del FBI Fox Mulder (David Duchovny) y Dana Scully (Gillian Anderson) que trabajan en casos relacionados con lo paranormal, llamados expedientes X. En este episodio, Mulder y Scully investigan los orígenes de una autopsia a un extraterrestre que Mulder cree que es real. La investigación descubre la participación japonesa y ve a Mulder pasar de contrabando a un tren de carga secreto para averiguar más. «Nisei» es un episodio de dos partes, y la trama continúa en el próximo episodio, «731».
Inspirado en las atrocidades cometidas por la Unidad 731, un programa de investigación japonés durante la Segunda Guerra Mundial, «Nisei» originalmente pretendía ser un episodio de mitología independiente, pero se alargó en dos partes separadas. El episodio presentó varias escenas que requirieron trabajo de acrobacias, que el mismo David Duchovny interpretó. El título del episodio hace referencia al término nisei (二世?), que significa hijo o hija de una pareja issei nacida fuera de Japón.

## Argumento
En Knoxville, Tennessee, un vagón de tren misterioso se deja en un depósito de ferrocarril. Al anochecer, un grupo de científicos japoneses ingresa al vagón y realiza una autopsia en un cuerpo extraterrestre. La escena es grabada y transmitida vía satélite. De repente, un equipo de ataque asalta el vagón y mata a los científicos, llevándose el cadáver extraterrestre en una bolsa para cadáveres. Fox Mulder (David Duchovny) compra un video editado de la autopsia. Él cree que la cinta es auténtica, pero Dana Scully (Gillian Anderson) se muestra escéptica.
Cuando los agentes van a Allentown, Pensilvania, para localizar al distribuidor de la cinta, lo encuentran asesinado. En el lugar, persiguen y capturan a un japonés, Kazuo Sakurai, identificado como un diplomático de alto rango. Aparece Walter Skinner y ordena que liberen a Sakurai. Antes de hacerlo, Mulder busca en su maletín (que no entregó a las autoridades) y encuentra una lista de miembros de Mutual UFO Network e imágenes satelitales de un barco. Los pistoleros solitarios identifican el barco como el Talapus, un barco de salvamento atracado en Newport News, Virginia. Mientras tanto, Sakurai es asesinado por un asesino llamado el Hombre Pelirrojo.
Scully investiga al grupo MUFON y descubre a varias mujeres que afirman reconocerla por su experiencia de abducción. Tienen implantes similares a los de Scully y le informan que todos se están muriendo de cáncer. Mientras tanto, Mulder va al astillero de Newport News y busca en el Talapus. Llegan hombres armados y registran el barco, pero Mulder logra escapar. Esa noche, descubre un almacén donde un equipo de materiales peligrosos está fumigando una embarcación. Mulder cree que la nave es de origen extraterrestre, recuperada por Talapus.
Más tarde, Skinner se enfrenta a Mulder por el maletín (que ahora está en posesión de Scully), cuya ausencia ha provocado un incidente internacional con Japón. Se niega a seguir ayudando a Mulder con su caso. Mulder se encuentra con el senador Richard Matheson, quien le da los detalles de la autopsia y la vincula con la conspiración más grande de los híbridos extraterrestre-humanos. Mulder investiga más a fondo y descubre que los científicos japoneses eran miembros del notorio Escuadrón 731 durante la Segunda Guerra Mundial; que como Víctor Klemper, fueron reclutados por el gobierno de los EE. UU. para desarrollar los híbridos. Mulder cree que los científicos asesinados en la cinta de video estaban trabajando en un ferrocarril secreto, transportando sujetos de prueba.
Después de compartir sus hallazgos de MUFON con Mulder, Scully pasa su implante por los laboratorios del FBI para recopilar información tecnológica al respecto. Ella analiza el video de la autopsia y se da cuenta de que uno de los científicos vistos, el Dr. Ishimaru, experimentó con ella durante su abducción. Mientras tanto, Mulder va a Virginia Occidental y rastrea el vagón secreto del tren, observando a un grupo de hombres japoneses colocar lo que parece ser un sujeto extraterrestre-humano a bordo. Mientras tanto, otro científico japonés, el Dr. Shiro Zama, espera el tren en una estación de Ohio; se ve obligado a abordar después de que el Hombre pelirrojo mata a su guardaespaldas en el baño. El Hombre Pelirrojo sigue a Zama a bordo del tren, que se dirige a Vancouver, Canadá.
Mulder rastrea el tren hasta la estación de Ohio, pero se entera de que acaba de partir cuando llega. Mientras tanto, Scully va a su apartamento y se encuentra con X, quien le advierte que evite que Mulder suba al tren, ya que los científicos saben de su presencia. Scully llama a Mulder, quien se las arregló para adelantarse al tren y está a punto de saltar desde un puente. A pesar de las súplicas de Scully, Mulder salta a la parte superior del tren mientras pasa a toda velocidad por debajo.

## Producción

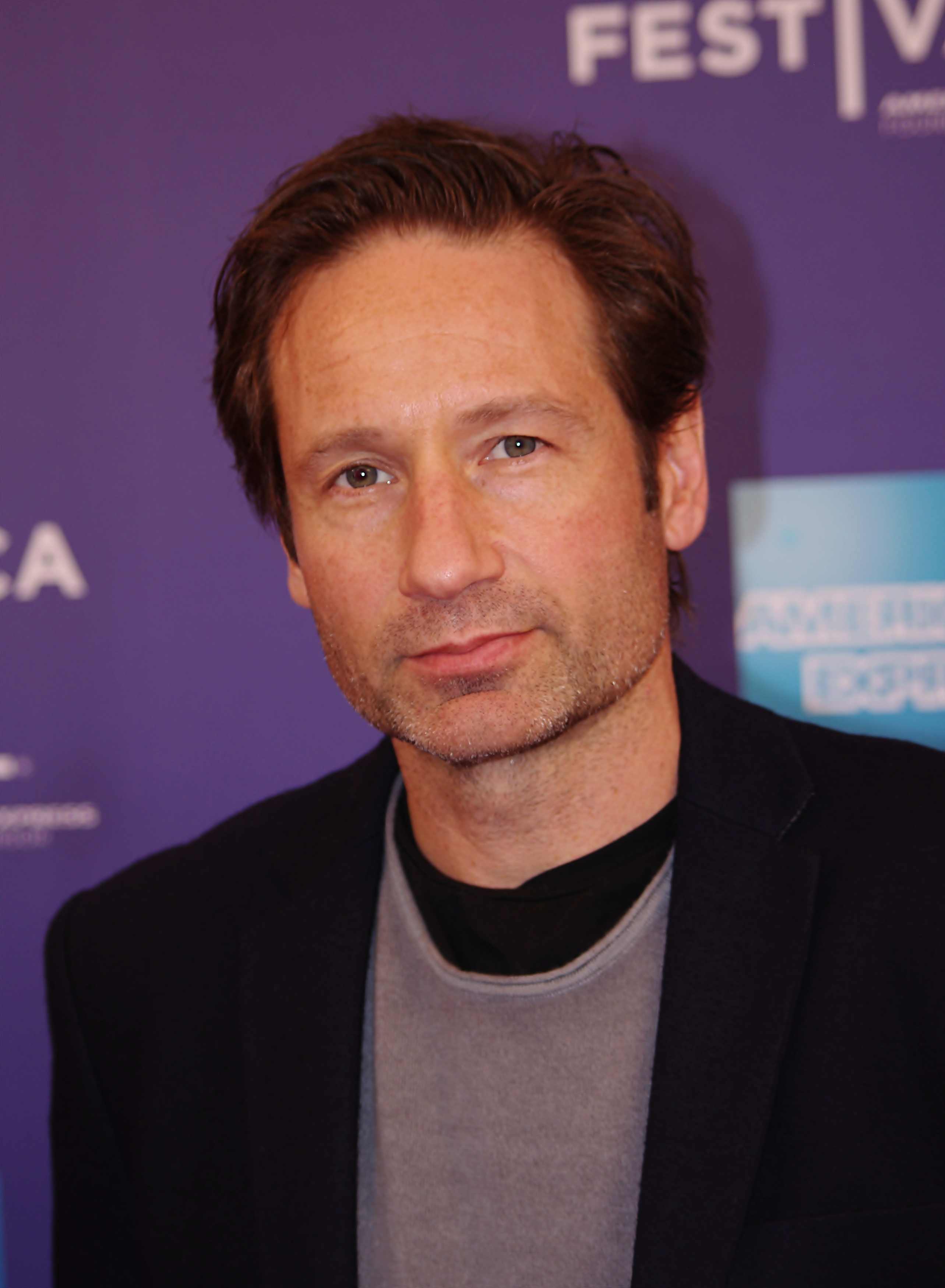
El actor principal David Duchovny realizó el truco en el que su personaje saltaba solo en un tren.

### Escritura
La idea de crear una historia relacionada con el escuadrón 731 provino del creador de la serie Chris Carter. Señaló: «La unidad 731 me llamó la atención por primera vez al mismo tiempo que a muchas otras personas, cuando lo leí en el New York Times sobre lo que los japoneses les hicieron a los prisioneros de guerra durante la Segunda Guerra Mundial». Carter decidió que un episodio basado en ex criminales de guerra que habían recibido «clemencia para que [los estadounidenses] pudieran usar su ciencia» sería «interesante».
A Frank Spotnitz se le asignaron tareas de escritura para «Nisei», que originalmente estaba destinado a ser una historia de mitología independiente y que se emitiera como el séptimo episodio de la tercera temporada. Sin embargo, mientras Spotnitz desarrollaba su guion, el episodio tuvo varios inconvenientes logísticos. En particular, el guion de Spotnitz presentaba varias escenas filmadas en trenes: Chris Carter explicó: «Descubrimos que íbamos a tener algunos problemas para filmar con trenes». Finalmente, el mero alcance del episodio causó tantos problemas al coproductor ejecutivo R. W. Goodwin que quiso descartar la historia. Spotnitz explicó: «Goodwin llamó a Chris y le dijo: “Esto no se puede producir. […] básicamente tienes que descartar el guion”. Estaba devastado, y Chris [dijo] “Hagámoslo en dos partes”». Entonces, el episodio volvió al número nueve y se alargó a dos partes, lo que provocó que se retrasara varias semanas.

### Rodaje
Un coproductor ejecutivo llamó a este episodio y su segunda parte «731» logísticamente enorme. El truco en el que Mulder saltó sobre un tren en movimiento se trabajó durante seis semanas. Si bien hubo cierta alarma al hacer que David Duchovny hiciera la acrobacia, el actor, que anteriormente había realizado sus propias acrobacias en un elevador aéreo en el episodio «Ascension», estaba dispuesto a hacerlo y lo consideró una experiencia divertida. Los productores utilizaron rangers entrenados para interpretar a los soldados en el adelanto, como parte de un intento de mantener el programa conectado a la realidad en todo momento. Se utilizó a un niño de 11 años para interpretar al extraterrestre muerto en la mesa de autopsias. La hermana gemela del niño fue utilizada para interpretar al extraterrestre en el vagón del tren. Ambos se sometieron a un extenso maquillaje que incluyó lentes de contacto oscuros de gran tamaño para crear el efecto de los ojos alienígenas.
Después de ver el video comprado por Mulder, Scully lo critica citando el video de la autopsia extraterrestre de 1995, un engaño realizado por Ray Santilli, un productor de videos británico. Coincidentemente, Fox terminó retransmitiendo el video de la autopsia extraterrestre la noche siguiente a la fecha de emisión original de este episodio. El episodio presenta la primera aparición del Agente Pendrell, quien apareció en varios otros episodios en la tercera y cuarta temporada. Pendrell lleva el nombre de una calle de Vancouver. El título, «Nisei», hace referencia al término utilizado, en países de América del Norte y del Sur, para designar al hijo o hija de una pareja Issei nacida fuera de Japón. El término nisei japonés-estadounidense se refiere a los nisei que viven en los Estados Unidos.

## Temas
Jan Delasara, en el libro PopLit, PopCult and The X-Files argumenta que episodios como «Nisei» y «731», o el episodio previo «Paper Clip», muestran la confianza del público en la ciencia «erosionándose». Delasara propone que los científicos «arrogantes» que están «reelaborando el tejido de la vida» están provocando que la fe del público en la ciencia se desvanezca drásticamente, «una preocupación», señala, «que se aborda directamente en los episodios de X-Files. Además, señala que casi todos los científicos retratados en The X-Files están representados con una «conexión con el mal antiguo», con la única excepción de la Agente Scully. En «Nisei», y más tarde en «731», los científicos son antiguos investigadores japoneses que trabajaron durante la Segunda Guerra Mundial para el infame escuadrón 731. En sus intentos de crear un exitoso híbrido humano-extraterrestre, se convierten en los científicos arquetípicos que «van demasiado lejos», un factor serio que Delasara argumenta que «“aliena” [al público] más lejos de la ciencia y sus practicantes».

## Recepción
«Nisei» se estrenó en la cadena Fox el 24 de noviembre de 1995. El episodio obtuvo una calificación Nielsen de 9,8 con una participación de 17, lo que significa que aproximadamente el 9,8 por ciento de todos los hogares equipados con televisión y el 17 por ciento de los hogares que miraban televisión sintonizaron el episodio. Un total de 16,36 millones de espectadores vieron este episodio durante su emisión original. «Nisei» más tarde ganó dos premios Emmy: uno por «Logro individual sobresaliente en la edición de sonido para una serie» y otro por «Logro individual sobresaliente en la mezcla de sonido para una serie dramática».
«Nisei» recibió críticas en gran parte positivas. En una retrospectiva de la tercera temporada en Entertainment Weekly, «Nisei» obtuvo una A. La reseña señaló que el episodio contenía «mucha emoción para Scully», aunque también describió el hilo argumental de Mulder como «igualmente apasionante». Escribiendo para The A.V. Club, Emily VanDerWerff calificó el episodio con una A−, calificándolo de «muy divertido». VanDerWerff describió el final de suspenso como «simplemente fenomenal» y sintió que el episodio tenía «el impulso de una película de acción de gran presupuesto». Sin embargo, señaló que en esta etapa se estaba volviendo evidente que la mitología de la serie se estaba volviendo «demasiado grande para resolverla de manera totalmente satisfactoria». Paula Vitaris de Cinefantastique le dio al episodio una crítica en gran medida positiva y le otorgó tres estrellas y media de cuatro. Vitaris señaló que, a pesar de que el avance y el primer acto son «lo suficientemente prometedores», el episodio «se desliza cuesta abajo rápidamente con una historia que cruza la frontera y se vuelve ridícula». Vitaris calificó la escena en la que los soldados matan a los prisioneros como «una escena más inquietante que cualquier otra vista anteriormente en The X-Files». Además, escribió que la escena final entre Mulder y Scully fue «bellamente escrita y actuada».
Robert Shearman y Lars Pearson, en su libro Wanting to Believe: A Critical Guide to The X-Files, Millennium & The Lone Gunmen, fueron un poco más críticos y calificaron el episodio con tres estrellas y media de cinco. Los dos criticaron la trama, a pesar de calificar las secuencias de acción como «bastante sin aliento», y señalaron que «parece bastante divertido: un equipo completo de operaciones encubiertas es enviado a un bote pequeño, pero Mulder aún puede evadirlos sin que se den cuenta». También llamaron al episodio «Planes, Trains and Automobiles reinventada como una película de acción».